# Nick Ellis
Sergio Henrique Falci Ellis (Rio de Janeiro, RJ, 8 de setembro de 1970), mais conhecido como Nick Ellis, é jornalista de tecnologia, designer de formação e fundador do TechTudo. Que, criado em dezembro de 2010, é o site de tecnologia da Globo.com, o quarto portal mais visitado do Brasil. Nick é um dos pioneiros da blogosfera brasileira; em fevereiro de 2006, colocou no ar o Digital Drops, um dos primeiros blogs brasileiros especializados em tecnologia e gadgets. Além disso, foi editor-chefe do Meio Bit, um dos mais relevantes sites tech do país, de 2013 a 2018. Atualmente, Nick é editor de produtos e reviews do site Olhar Digital.

## Carreira
Designer de formação, Nick começou a trabalhar com internet em 1996, desenvolvendo sites para diversas empresas, até fundar o blog Digital Drops em 2006. Especializando-se em redes sociais, tornou-se uma das principais referências na área. Em 2007, foi o organizador do BarCamp Rio, um dos primeiros eventos presenciais reunindo blogueiros na cidade do Rio de Janeiro, sediado no auditório da PUC-Rio.   
Em 2009, trabalhou na agência de comunicação In Press Porter Novelli, a fim de reforçar sua equipe de mídias digitais. No ano seguinte, foi eleito o "Geek do Ano" pelo prêmio Melhores da Websfera, organizado pela revista youPIX. Nesse mesmo ano de 2010, teve o seu blog Digital Drops eleito o melhor blog em português, segundo a votação do público, pelo prêmio internacional The BOBs, organizado pelo portal alemão Deutsche Walle, e trabalhou na implementação do portal TechTudo, da Globo.com.      
Nick também foi palestrante de alguns dos principais eventos de cultura digital e tecnologia do Brasil, como Campus Party Brasil, Curitiba Social Mix e Brasil Game Show, além de ter ministrado aulas na Casa do Saber e de ser participante regular do podcast NerdCast, um dos mais ouvidos do Brasil, e no qual é também conhecido pelo apelido de "Mr. Nice Guy". Graças ao seu reconhecimento como referência na área de tecnologia no Brasil, Nick protagonizou campanhas de empresas como Microsoft e Bradesco.      
Nos anos de 2012, 2016 e 2020, Nick fez o projeto bissexto "366 Músicas", no qual tocava uma cover musical por dia, postando-a no YouTube e em suas redes sociais ao longo de todos os 366 dias do ano.      
Em 2020, ingressou na equipe do site de tecnologia Olhar Digital, como editor-chefe do Vida Celular, um novo site voltado para o mercado de dispositivos móveis. Em agosto de 2021, passou a cuidar da editoria de produtos e reviews do site principal. 